# Сообщество действий — Четвёртая партия
Сообщество действий — Четвёртая партия (нем. Aktionsgemeinschaft Vierte Partei) — западногерманская правоконсервативная политическая партия второй половины 1970-х годов. Претендовала на статус федеральной политической силы, но потерпела поражение на выборах.

## Проект «четвёртой партии»
С конца 1960-х годов в политических кругах ФРГ обсуждалась перспектива создания «четвёртой партии» — наряду с ХДС/ХСС, СДПГ и СвДП. Предполагалась, что новая национал-консервативная политическая структура займёт нишу справа от ХДС, но не будет ассоциироваться с неонацизмом, подобно НДП. Эти проекты связывались с именем председателя ХСС, главы земельного правительства Баварии Франца Йозефа Штрауса.
Создание четвёртой партии инициировал в 1975 году крупный аугсбургский предприниматель обувного кластера Дитрих Банер. В 1950—1960-х Банер занимал руководящие посты в баварской организации СвДП, но вышел из партии после сдвига влево под руководством Вальтера Шееля и вступления либералов в коалицию с социал-демократами. Банер перешёл в более правый национал-либеральный Немецкий союз.
Дитрих Банер провёл переговоры с представителями небольших консервативных организаций — Либерально-социального союза, Свободного социального союза, западноберлинского Союза свободной Германии, региональной Баварской партии. Было принято решение о создании единой консервативной организации, способной преодолеть 5-процентный барьер на выборах в бундестаг 1976 года.

## Создание и развитие
Учредительное собрание новой партии состоялось в Штутгарте 18 октября 1975 года. Участвовали 120 делегатов. Партия получила название Сообщество действий — Четвёртая партия (AVP). Председателем был избран Дитрих Банер, его заместителем — мюльхаймский коммерсант Курт Мейер, оптовый торговец пивом и прохладительными напитками. Инициативу активно поддержали представители ХСС.
Идеология AVP выдерживалась в духе социального консерватизма и правого национал-либерализма. Практиковалась жёсткая антикоммунистическая и антисоветская риторика. Создание партии было с беспокойством воспринято в СССР. Советская пропаганда расценивала партию как неонацистскую (безосновательно), реваншистскую и фактически подчинённую Штраусу:

«Четвёртая партия» идёт на смену дискредитированной НДП… За всеми декорациями видны зады, облачённые в баварские кожаные штаны.

Крайне правые активисты с энтузиазмом восприняли создание AVP. Руководящий пост в гамбургской партийной организации одно время занимал Михаэль Кюнен.
Сравнительно быстро партии удалось создать организации в шести из десяти земель ФРГ. Дитрих Банер вложил в партийный проект 1,8 миллиона марок. Однако количество членов не превысило 3 тысяч человек. Лишь 1 % опрошенных рассматривал возможность голосования за партию в бундестаг.
В партии быстро обозначились внутренние противоречия. Свободный социальный союз и Баварская партия отказались от участия в проекте, Немецкий союз и Союз свободной Германии настаивали на своей организационной самостоятельности. Это ослабило позиции партии в предвыборный период. Подключившиеся в 1976 организации — Свободная республиканская партия, Немецкая социальная народная партия, Либерально-национальная народная партия — не располагали серьёзным влиянием. Сторонники ХСС вне Баварии оказали меньшую поддержку, чем ожидалось.

## Электоральная неудача
На выборах 3 октября 1976 года AVP получила всего 4723 голоса. Стало очевидным, что правая часть западногерманского общества не ищет альтернатив ХДС/ХСС. 8 октября 1978 года партия попыталась участвовать в региональных выборах в Гессене, но за неё проголосовали всего 12 человек. После этого деятельность AVP прекратилась.
В 1983 году бывшие члены AVP участвовали в создании крайне правой партии Республиканцы.